# Amphiodia platyspina
Amphiodia platyspina är en ormstjärneart som beskrevs av Nielsen 1932. Amphiodia platyspina ingår i släktet Amphiodia och familjen trådormstjärnor. Inga underarter finns listade i Catalogue of Life.